# Viola adulterina
Viola adulterina är en violväxtart som beskrevs av Philipp Johann Ferdinand Schur. Viola adulterina ingår i släktet violer, och familjen violväxter. Inga underarter finns listade i Catalogue of Life.